# فيلاتشيانو
فيلاتشيانو هي بلدة تقع في مقاطعة روما في لاتسيو في إيطاليا .

## السكان
في سنة 1871 بلغ عدد السكان 552 نسمة، وتطور العدد ليصل في سنة 2011 لـ 490 نسمة.
يظهر هذا المخطط البياني تطور النمو السكاني لـ فيلاتشيانو

## المدن المتؤامة
- رومانيا ياش .

## وصلات خارجية
- Filacciano su Tiscali